# Ciaruteun Ilir
Ciaruteun Ilir is een dorp op West-Java. Het behoort tot het district Cibungbulang in het regentschap Bogor.
In en nabij dit dorp zijn overblijfselen gevonden van het oudste koninkrijk op Java. In 1970-1971 ontdekten archeologen van het Nationale Onderzoeksinstituut voor Archeologie (Arkansas) hier een aantal megalithische artefacten, zoals menhirs, traptreden en standbeelden. Uit jongere perioden (12e -16e eeuw) werden sieraden, porselein en bronzen bekers gevonden. Daarnaast werden, in de buurt van de megalieten, ook voorwerpen gevonden uit de prehistorie, en wel uit de bronstijd en de ijzertijd. Deze dateren van 600 v.Chr. - 200 v.Chr..
De megalieten bleken overblijfselen te zijn van het koninkrijk Tarumanagara dat bestond van omstreeks 358 tot 669. Deze veronderstelling werd bevestigd door tal van inscripties in het Sanskriet. Het koninkrijk maakte deel uit van de Hindoeïstische en Boeddhistische beschaving.
De inscriptie op de steen in Ciareteun Ilir luidt: Vikkranta syavani pateh, Srimatah purnawarmanah. Tarumanagarendrasya, Visnoriva padadwayam, hetgeen betekent: Dit zijn de voetafdrukken, gelijkend op die van de God Vishnu, van de zeereerwaarde Purnawarman. koning van Tarumanegara, welke een der dapperste ter wereld is.
Een aantal megalieten uit Ciaruteun Ilir en omgeving berust thans in het Museum voor Cultureel Erfgoed van de archeologische site Pasir Angin.

## Externe bron
- The Jakarta Post, 1 sep 2010